# Шопша Микола Сергійович
Мико́ла Сергі́йович Шо́пша (нар. 8 вересня 1947 — пом. 14 червня 2006) — український оперний співак. Народний артист Української РСР (1991), лауреат Державної премії України імені Т. Г. Шевченка.

## Біографія

Могила Миколи Шопші

Народився у Вереміївці, навчався у місцевій середній школі, брав участь у художній самодіяльності, грав на баяні. По її закінченні котрийсь час викладав у ній музику та співи.
Музичну кар'єру розпочав під час проходження військової служби в Ансамблі пісні і танцю КВО, згодом співав у хорі ім. Григорія Верьовки та в капелі «Думка». 1974-го вступив на вечірнє відділення класу М. Кондратюка Київської консерваторії, закінчивши її у 1979 році. Того ж року дебютував на сцені Національної опери України, якій віддав майже тридцять років творчого життя. Ще 1978-го переміг на республіканському конкурсі «Молоді голоси». Вже як професійний співак за кілька років виступів додатково здобув ряд перемог:
- Міжнародний конкурс ім. Миколи Лисенка (Київ 1979, 1-ша премія);
- Міжнародний конкурс ім. Р. Віньєса (Барселона 1980, 2-га премія).

Невдовзі здійснив свої перші великі гастролі у скандинавських країнах. Згодом були виступи у Німеччині, Франції, Іспанії, Швейцарії, США, Голландії та інших країнах. Є лауреатом премії ім. С. Гулака-Артемовського.
2006-го брав участь у парламентських перегонах як кандидат у народні депутати від УКП.
Помер Микола Сергійович 14 червня 2006 року. 16 червня в Національній опері відбулося прощання зі співаком. Відспівували митця в Михайлівському соборі. Похований на Байковому кладовищі.

## Творчість
Камерний репертуар Миколи Шопші налічував понад 500 творів і охоплював практично всі стилі й епохи світової музичної культури — від ораторіальних партій Генделя до романсів XX ст. За майже тридцятирічну творчу діяльність створив понад тридцять партій у класичному і сучасному оперному репертуарі. Був поборником виконання оперних творів українською мовою:
Якщо у нас Національна опера, то вистави мають йти українською мовою. Дуже хочу, щоб у нашому театрі був український репертуар. У нас тепер така трупа, якої нема в світі — один співає краще за другого. Шкода тільки, що артисти, навіть провідні, мало виступають. За кордоном на кожному кроці стоїть оперний театр, туди охоче ходять люди. А у нас концертні зали запруджені російськими артистами єврейського походження. Те ж саме і на телебаченні: самий примітивізм, чи це спеціально така політика проводиться?

### Ролі
- Цар Борис («Борис Годунов» Мусоргського).
- Мефістофель («Фауст» Гуно).
- Тарас Бульба («Тарас Бульба» Лисенка).
- Дон Базіліо («Севільський цирульник» Россіні).
- Іван Карась («Запорожець за Дунаєм» Гулак-Артемовського).
- Філіп («Дон Карлос» Верді).
- Кочубей («Мазепа» Чайковського).
- Гремін («Євгеній Онєгін» Чайковського).
- Борис Тимофійович («Катерина Ізмайлова» Шостаковича).
- Захар Беркут («Золотий обруч» Лятошинського).

## Нагороди й відзнаки
- 2005 — лауреат Міжнародної літературно-мистецької премії імені Г. Сковороди